# ماهیچه درازتر
عضلات لانژیسیموس (انگلیسی: Longissimus) یکی از عضلات لایه میانی عضلات داخلی (اینترنسیک) پشت انسان است.
لایه میانی عضلات داخلی شامل عضلات راست کننده ستون مهره‌ای یا ارکتور اسپاین (Erector spinae muscles) است که در سه ستون عمودی قرارگرفته‌اند: عضلات ایلیوکوستالیس (Iliocostalis muscles) در ستون خارجی، عضلات لانژیسیموس در ستون میانی و عضلات اسپاینالیس در ستون داخلی.
عضلات لانژیسیموس شامل سه گروه عضلات لانژیسیموس کپیتیس، لانژیسیموس سرویسیس و لانژیسیموس توراسیس می‌باشد. الیاف این عضلات اصولاً به سطوح خلفی زوائد عرضی مهره ها متصلند و از ریشه پشتی اعصاب نخاعی عصب می‌گیرند.